# Ratownictwo chemiczne

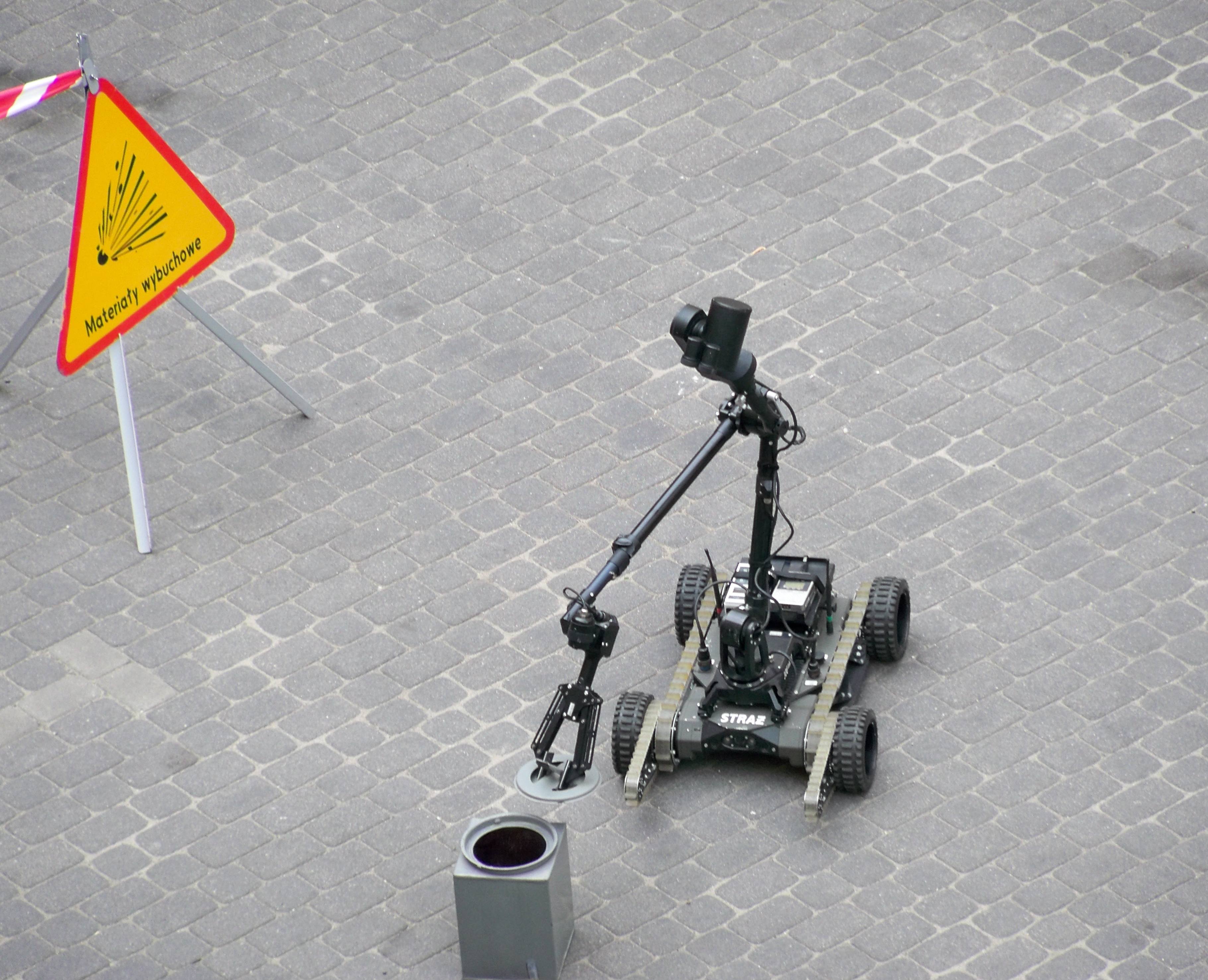
Mobilny robot rozpoznania CBRNE stosowany przez SGRChem-Eko Państwowej Straży Pożarnej

Ratownictwo chemiczne – dziedzina techniki i nauki zajmująca się problematyką usuwania awarii oraz ich skutków w przemyśle chemicznym i transporcie chemikaliów. Ten sam termin dotyczy także specjalnych działań podejmowanych w przypadku niekontrolowanego wydostania się niebezpiecznych substancji chemicznych.

## Ratownictwo chemiczne w Polsce
Ratownictwo chemiczne w Polsce to zespół kilku jednostek specjalistycznych na terenie kraju. Jednostki te wyposażone są w odpowiednie przyrządy i skafandry oraz procedury postępowania w przypadku konkretnej katastrofy.
Obecnie ratownictwo chemiczne na terenie całego kraju jest organizowane przez Państwową Straż Pożarną.